# 1. Königlich Bayerische Jäger-Brigade
Die 1. Königlich Bayerische Jägerbrigade war ein Großverband der Bayerischen Armee im Ersten Weltkrieg. Sie wurde am 23. Mai 1915 als Antwort des Kriegseintritts Italiens aufgestellt, um insbesondere Einsätze im Alpenraum auszuführen.
Die Brigade bildete zusammen mit der 2. Jägerbrigade (Preußische und Württembergische Armee) und diverser Kampfunterstützungseinheiten das Deutsche Alpenkorps.
Dem Verband waren folgende Regimenter unterstellt:
- Infanterie-Leib-Regiment (übernommen vom I. Armeekorps)
- 1. Jägerregiment (die Bataillone wurden vom II. und III. Armeekorps übernommen)

## Kommandeure
| Dienstgrad   | Name                | Datum                            |
| ------------ | ------------------- | -------------------------------- |
| Generalmajor | Ludwig von Tutschek | 22. Mai 1915 bis 7. Februar 1917 |
| Generalmajor | Karl von Kleinhenz  | 8. Februar 1917 bis 28. Mai 1918 |
| Oberst       | Heinrich Weniger    | 29. Mai bis 5. Oktober 1918      |
| Oberst       | Wilhelm Edenhofer   | 5. Oktober 1918 bis Kriegsende   |